# Belgrado Challenger 2005
Il Belgrado Challenger 2005 è stato un torneo di tennis facente parte della categoria ATP Challenger Series nell'ambito dell'ATP Challenger Series 2005. Il torneo si è giocato a Belgrado in Serbia dal 7 al 13 febbraio 2005 su campi in sintetico indoor.

## Vincitori

### Singolare
Dick Norman ha battuto in finale  Jeroen Masson con il punteggio di 6–2, 6–3

### Doppio
Igor' Kunicyn /  Orest Tereščuk hanno battuto in finale  Lukáš Dlouhý /  Jan Vacek per walkover